# Passeport brunéien
Le passeport brunéien est un document de voyage international délivré aux ressortissants brunéiens, et qui peut aussi servir de preuve de la citoyenneté brunéienne. 